# Pigmalione e Galatea (Girodet)
Pigmalione e Galatea (Pygmalion amoureux de sa statue o Pygmalion et Galatée) è un dipinto di Anne-Louis Girodet del 1819 che riprende il mito di Pigmalione e Galatea, descritto da Ovidio nelle sue Metamorfosi. Si tratta dell'ultima opera di Girodet e si trova al museo del Louvre.

## Storia

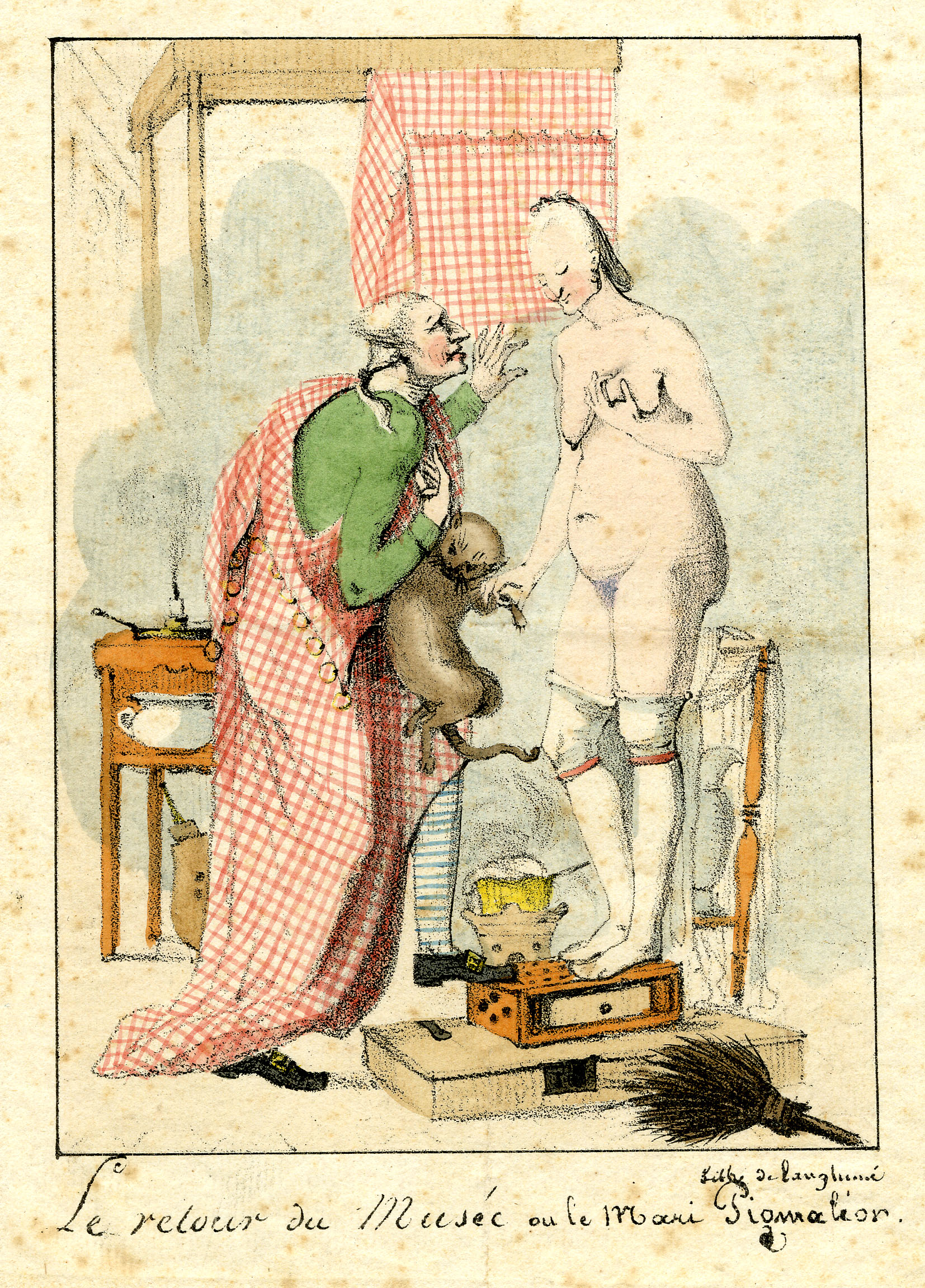
Una caricatura dell'opera del 1819.

Commissionato dal mecenate italiano Giovanni Battista Sommariva, che voleva un'opera che rendesse omaggio all'artista e scultore italiano Antonio Canova (1757-1822), il quadro di Girodet venne realizzato tra il 1813 e il 1819 ed esposto per la prima volta al Salone del 1819. L'accoglienza fu positiva e si dice che persino il re abbia elogiato l'autore. Nello stesso anno venne realizzata una vignetta satirica che riprendeva il quadro, nella quale i due personaggi erano invecchiati e si trovavano in una cucina.
Per il suo soggetto mitologico, l'opera appartiene al genere nobile pur essendo parte della corrente artistica del neoclassicismo, con la ricerca della bellezza ideale e il culto verso l'antico. La resa dell'esaltazione dei sentimenti con il personaggio di Pigmalione classifica inoltre il quadro come precursore del movimento romantico.

## Descrizione
Il quadro raffigura il momento nel quale la scultura di Galatea viene tramutata in donna dalla dea Venere, davanti agli occhi increduli del suo autore. La scena è ambientata in un luogo all'aperto, avvolto da una nuvola di incenso. Una lira, che si trova proprio dietro allo scultore, senza dubbio richiama le Muse, l'ispirazione artistica e l'arte stessa. A sinistra si trova una scultura della dea dell'amore, la cui testa è illuminata da un bagliore. Seminuda e coperta a metà da una veste, ella tiene nella mano sinistra una colomba, un uccello che nell'antichità le veniva offerto in sacrificio, richiamando la preghiera di Pigmalione.

### Pigmalione
Colpisce l’espressione del volto dello scultore, nel quale l'adorazione si mescola con la sorpresa (con una bocca leggermente aperta, come se lo scultore trattenesse un'esclamazione). Nella sua posa si avvertono i suoi dubbi e la sua attesa, con la mano sinistra non osa toccare Galatea, non osa credere al miracolo, anche se il suo viso, illuminato dalla grazia della scultura, mostra già tutto il suo amore e la sua devozione.
Il suo sguardo non fissa solo Galatea, ma mostra anche in un certo modo la sua pietà verso gli dèi, dato che è rivolto verso l'alto, da dove proviene la luce. La sua mano destra, portata al petto, potrebbe esprimere sia un gesto di protezione davanti all'impossibilità del miracolo divino oppure l'interrogazione o l'affermazione se questa donna sia sua (egli punta il dito verso di sé). Egli si piega in avanti e poggia un piede sul piedistallo per avvicinarsi a Galatea, ma non osa raddrizzarsi, come se un movimento brusco potesse infrangere questo momento. Il quadro dà la sensazione di un movimento ininterrotto e di un momento fisso nel tempo. Questo movimento leggermente inclinato potrebbe anche essere interpretato come un segno di prosternazione nei confronti del divino, richiamando ancora una volta la pietà di Pigmalione.
Il suo abito, una veste antica, rossa e ricamata d'oro, permette di ricordare la sua ascendenza reale (era il re di Cipro), e cattura lo sguardo per il colore vivo. Il rosso è anche un colore simbolo dell'amore. È interessante notare che la parte inferiore del corpo di Pigmalione si fonde con le ombre, mentre la parte anteriore è illuminata dalla luce che emana la statua, permettendo di focalizzare lo sguardo sul suo volto e su quello di Galatea. Una corona di rosa canina, retta da un nastro bianco, è posta tra i suoi capelli, i cui boccoli bruni che ricadono sulle sue spalle richiamano quelli biondi di Galatea raccolti in un cignon.

### Galatea
La statua divenuta donna, simile alla Venere de' Medici, è letteralmente avvolta dalla luce. Ella ha gli occhi chiusi, in un'espressione di grazia contenuta, con un sorriso leggero, come se si stesse rendendo conto della vita che le è stata data. La sua nudità permette di associare la sua bellezza a quella delle statue nude dell'antichità. La sua pelle chiara sembra fondersi con lo sfondo del quadro, richiamando la purezza del marmo, e l'incarnato di Galatea è perfetto. Secondo Girodet, la difficoltà principale fu quella di riuscire a far risaltare la chiarezza della carnagione di Galatea in uno sfondo ancora più chiaro.
In effetti, si nota che le sue gambe sono ancora della stessa tinta del piedistallo, e che in una sfumatura sottile di colore la tinta si schiarisce per adottare quella della carne di Galatea, una carne che le guance rosa chiaro permettono di differenziare dal marmo. Il piedistallo di Galatea richiama quello sul quale si trova la statua della dea Venere. Il panneggio e il vaso permettono di consolidare la statua e Galatea sembra appoggiarsi lentamente su di essi, oppure alzarsi da essi per staccarsene. Invece di sdraiarsi, come nel racconto ovidiano, nel quadro di Girodet Galatea prende vita in piedi sul suo piedistallo. Seguendo il mito, infatti, al suo risveglio non avrebbe potuto vedere letteramente "sia il cielo che il suo amante". Esiste inoltre uno studio per la sua testa che venne venduto all'asta da Christie's.

### Cupido

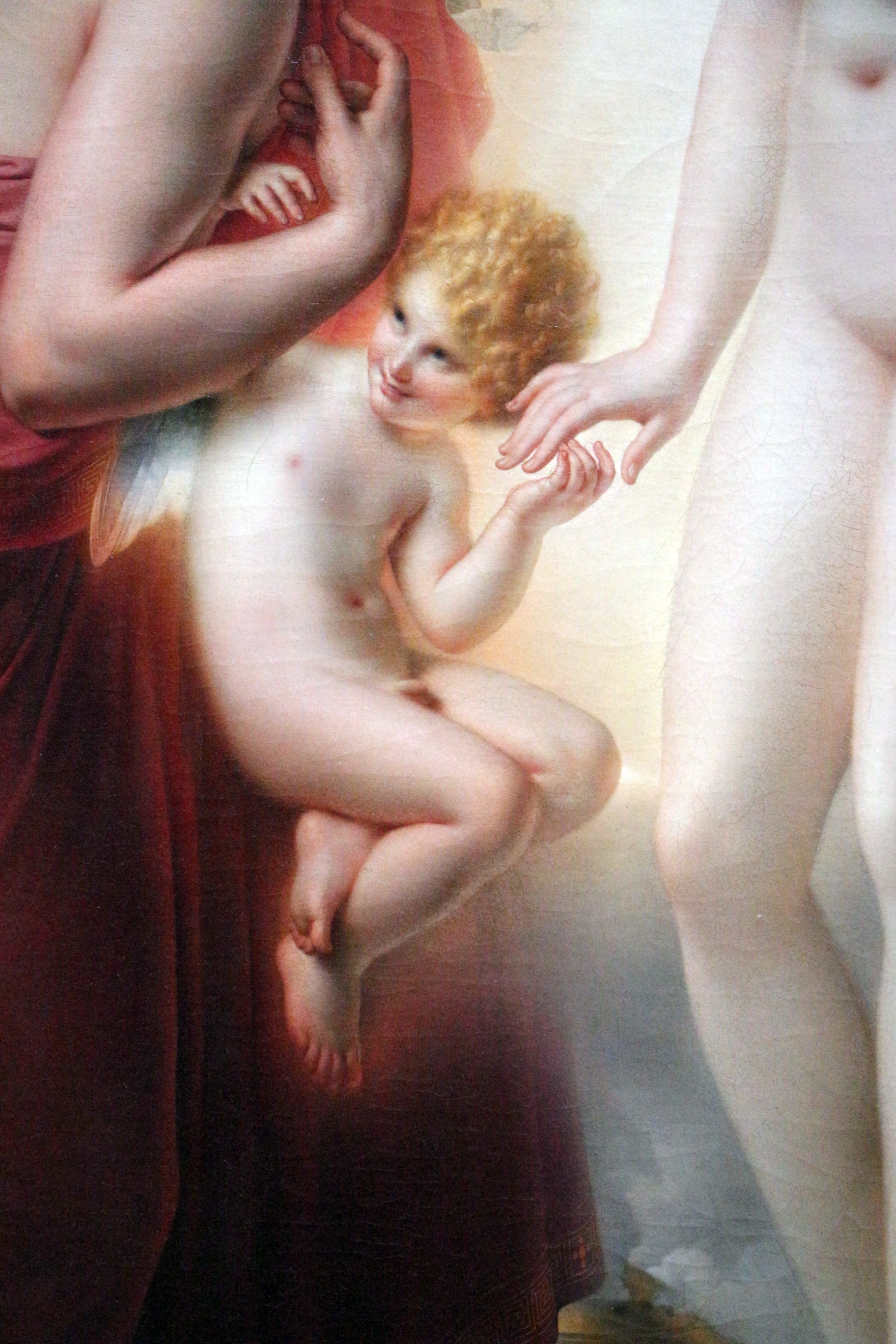
Un particolare di Cupido.

Tra Pigmalione e Galatea si ritrova la figura allegorica dell'Amore rappresentato da un amorino alato. Proprio come Galatea è nudo, rafforzando l'impressione dell'origine divina di Galatea, vedendo in lei un'allegoria della bellezza, così come Cupido è un'allegoria dell'amore. 
I suoi capelli rossi divampano e si fondono nella luce, come se anche lo stesso angioletto fosse venuto da questa luce divina. La sua espressione potrebbe essere definita maliziosa: sembra essere l'unico nella scena a sapere esattamente di cosa si tratta. Il suo sguardo è rivolto anche verso la statua di Venere, come se fosse un cenno all'intervento divino.
La sua presenza permette di riempire una parte dello spazio tra Pigmalione e Galatea e di creare un nesso tra i due personaggi. Le sue gambe sono incrociate, e forse è un modo per alludere alla futura unione di Pigmalione e Galatea.
Le sue mani stanno per afferrare quelle dei due amanti, anche se si nota che egli non tocca quella di Pigmalione e sfiora appena quella di Galatea, come se il legame non si fosse ancora creato. Questo rinforza nuovamente l'esitazione ma anche la dolcezza del momento.